# Parròquia de Lēdmanes
La Parròquia de Lēdmanes (en letó: Lēdmanes pagasts) és una unitat administrativa del municipi de Lielvārde, Letònia. Abans de la reforma territorial administrativa de l'any 2009 pertanyia al raion d'Ogres. Pel territori passa el riu Ogre, mentre que el terreny boscós cobreix el 26,7% de la seva superfície.

## Pobles, viles i assentaments
- Lēdmane (centre parroquial)